# Guinaw Rail Sud
Guinaw Rail Sud ist ein Stadtbezirk der Großstadt Ville de Pikine in der Metropolregion Dakar, gelegen im zentralen Westen Senegals. Die Stadtbezirke von Pikine haben jeweils den Status einer Gemeinde (commune). Der Ausdruck „Guinaw Rail“ stammt aus der in Senegal weit verbreiteten Wolof-Sprache und bedeutet übersetzt „Hinter den Schienen“ und bezeichnet so die ohne Städteplanung durch Wildwuchs am Südrand von Alt-Pikine jenseits der Bahnstrecke Dakar–Niger entstandenen Viertel. Der Stadtbezirk war ab 2013 Teil der Restructuration de Pikine Irrégulier Sud (PIS), einer 700 Hektar umfassenden und 220.000 Einwohner betreffenden Stadtteilsanierung im Rahmen des Autobahnprojektes L’autoroute à péage Dakar–Diamniadio zum Bau der Autoroute 1.

## Geografie
Guinaw Rail Sud liegt im südlichen Zentrum des Flaschenhalses der Cap-Vert-Halbinsel beiderseits der Autoroute 1 und zwischen der Bahnstrecke Dakar–Niger im Nordwesten und der Nationalstraße N 1 im Süden.
Der annähernd als stumpfwinkeliges Dreieck mit abgeschnittener östlicher Ecke umgrenzte Stadtbezirk hat eine Fläche von 1,355 km². Die Ost-West-Ausdehnung des Bezirks beträgt rund 2000 Meter, die Süd-Nord-Ausdehnung variiert zwischen 300 und 1000 Meter. Nördlich der Autoroute 1 ist der Stadtbezirk vollständig bebaut und sehr dicht besiedelt. Der rund 300 Meter breite Streifen im Süden zwischen der A1 und der N1 wird zu großen Teilen gewerblich genutzt. Hier liegen unter anderem im Osten ein großes Busdepot von Dakar Dem Dikk sowie weitläufige Stellplätze für LKW. Im Westen dominieren die Fabrikhallen der Societe Industrielle de Papeterie au Senegal (SIPS).
Südlich der N1 liegt der Stadtbezirk Thiaroye sur Mer. Jenseits der Bahnlinie im Nordwesten sind die Stadtbezirke Pikine Ouest und Pikine Est benachbart. Im Nordosten geht die Bebauung in den Stadtbezirk Guinaw Rail Nord über. Im Osten bildet die Route des Niayes die Abgrenzung zu dem Stadtbezirk Tivaouane Diacksao.

## Bevölkerung
Die letzten Volkszählungen ergaben für den Stadtbezirk jeweils folgende Einwohnerzahlen:
| Jahr | Einwohner |
| ---- | --------- |
| 1988 | …         |
| 2002 | 38.422    |
| 2013 | 39.859    |
| 2023 | 40.185    |